# Sultanato de Achém
```
   |-
       |
Erro:
:  
valor não especificado para "
nome_comum
"

   |-
       | 
Erro:
:  
valor não especificado para "
continente
"
```

Sultanato de Achém, também conhecido como Reino de Achém Darussalam (achém: Keurajeuën Acèh Darussalam; Jawoë: كاورجاون اچيه دارالسلام), foi um antigo sultanato centrado no que é hoje a província indonésia de Achém. Foi uma das potências regionais mais importantes da atual Indonésia durante os séculos XVI e XVII, antes de passar por um longo período de declínio. Sua capital era Kutaraja, atualmente Banda Achém.
Em seu apogeu, era um inimigo formidável dos sultanatos de Jor e Malaca controlada por portugueses, ambos na Península Malaia, pois os três tentavam controlar o comércio através do Estreito de Malaca e as exportações regionais de pimenta e estanho. Além de seu considerável poderio militar, a corte de Achém tornou-se um renomado centro de erudição e comércio islâmico.

## Fundação
A origem de Achém não é obscura, mas uma versão indica que o reino foi fundado pelo povo Cham. A língua Achém é uma das dez línguas do grupo Achém-Cham. De acordo com Sejarah Melayu (registros malaios), o rei de Champa, Syah Pau Kubah teve um filho, Syah Pau Ling, que escapou quando a capital (Vijaya) foi saqueada pela dinastia vietnamita de Le em 1471, e que mais tarde fundou o reino de Achém.
O rei de Achém se converteu ao Islã em meados do século XV. O sultanato foi formado por Ali Mughayat Syah, que lançou campanhas militares para estender seu controle sobre o norte de Sumatra em 1520. Suas conquistas incluíram o sultanato de Deli , Ask e Pasai, e algumas área do sultanato de Aru. Seu filho Alauddin al-Kahar estendeu domínios mais ao sul em Sumatra, mas teve menos sucesso em suas tentativas de ganhar território através do estreito, apesar de lançar vários ataques a Jor e Malaca. com o apoio de homens e armas do Império Otomano, governado por Solimão, o Magnífico. O Império Otomano enviou um reforço de quinze xavecos comandados por Kurtoğlu Hızır Reis.
Em 21 de junho de 1599, um capitão holandês, Frederick de Houtman, chegou a "Acheen" a bordo do navio Leonesa como parte da primeira de três viagens planejadas para as Índias Orientais. A tripulação ficou três meses comprando pimenta e outras especiarias. O tripulante John Davis alegou que o grupo foi então atacado pelo senhor da guerra local, o que causou a morte ou captura de sessenta e oito de seus homens.
Os conflitos internos no sultanato impediram que outro poderoso sultão surgisse até 1607, quando Iskandar Muda subiu para essa posição. Ele estendeu o controle do sultanato sobre grande parte de Sumatra. Ele também conquistou Pahang, uma região produtora de estanho na Península Malaia. A força de sua formidável frota chegou ao fim com a desastrosa campanha contra Malaca em 1629, quando as forças combinadas do Sultanato de Jor e Portugal conseguiram destruir todos os seus navios e 19.000 soldados de acordo com a versão portuguesa. as forças não foram destruídas, pois Achém conseguiu conquistar Quedá no mesmo ano e trazer muitos de seus cidadãos para o sultanato. O genro do sultão, Iskandar Thani, o ex-príncipe de Pahang se tornaria seu sucessor. Durante seu reinado, Achém concentrou-se na consolidação interna e na unificação religiosa.
Após o reinado do sultão Iskandar Thani, o sultanato foi governado por uma série de sultanas. A política anterior de Achém de fazer parte da população dos reinos conquistados como reféns os levou a buscar a independência, resultando no enfraquecimento do controle de Achém enquanto os líderes regionais ganhavam poder mais efetivo. Sultão acabou se tornando um título amplamente simbólico. Na década de 1680, um visitante persa descreveu o norte de Sumatra como um lugar onde “cada canto tinha um governador ou rei e todos os chefes locais mantinham sua independência e não pagavam tributo a nenhum superior.

## Declínio e conquista holandesa

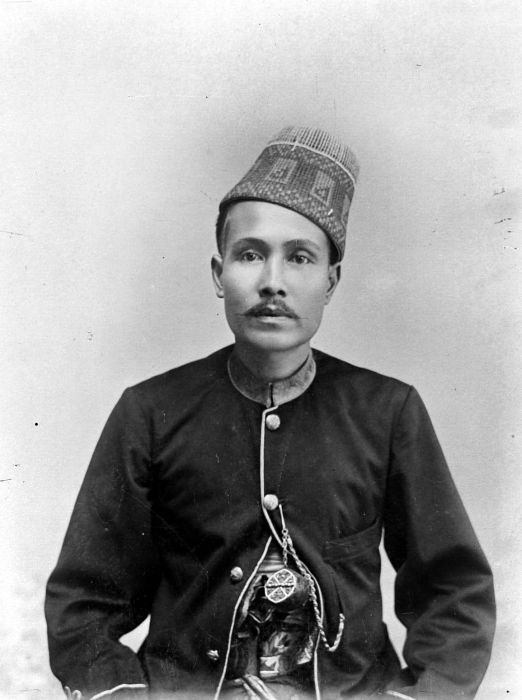
Tuanku Muhammad Daud Syah Johan Berdaulat, o último sultão de Achém

No final do século XVIII e início do século XIX, Koh Lay Huan, governante de Pahang, estabeleceu boas relações com o sultão de Achém, Jauhar al-Alam, que falava inglês e francês. Achém inicia o cultivo em Penang. Mais tarde, por volta de 1819, Koh ajudou o sultão Jauhar al-Alam a esmagar uma rebelião dos chefes territoriais acheneses.
Na década de 1820, quando Aceh produzia mais da metade do suprimento mundial de pimenta, um novo senhor da guerra, Tuanku Ibrahim, conseguiu restaurar parte da autoridade do sultanato para obter controle sobre os "rajás da pimenta", que eram vassalos nominais do sultão, fazendo-os lutar entre si. Ele começou a se destacar durante o reinado de seu irmão Muhammad Syah, e conseguiu dominar o de seu sucessor, Sulaiman Syab, antes de tomar para si o título de sultão, com o nome de sultão Ali Alauddin Mansur Syah. Ele estendeu o controle efetivo de Achém ao sul, assim como os holandeses estavam consolidando seu domínio no norte da ilha.
O Reino Unido, que até então havia protegido a independência de Achém para mantê-la fora das mãos holandesas, mudou sua política e concluiu o Tratado Anglo-Holandês de Sumatra, pelo qual reconheceu o controle holandês de Sumatra em troca de concessões na Costa do Ouro e direitos comerciais iguais na ilha. O tratado permitiu que os holandeses declarassem guerra a Achém, e as hostilidades começaram logo depois, em 1873. Enquanto os holandeses se preparavam para a guerra, Mahmud Syah apelou para as potências europeias, mas nenhuma estava disposta ou concordou em ajudar.
Em 1874 o sultão deixou a capital, retirando-se para as colinas, enquanto os holandeses anunciavam a anexação sob o território achém. Eventualmente, o soberano morreu de cólera, assim como muitos combatentes de ambos os lados, mas os aquênios proclamaram um dos netos de Tuanku Ibrahim sultão. Os chefes dos portos locais nominalmente se submeteram à autoridade da Holanda para evitar um bloqueio, mas usaram sua renda para apoiar a resistência.
No entanto, muitos deles acabaram assinando tratados com os holandeses; eles finalmente estabeleceram um governo relativamente estável em Achém com sua cooperação e conseguiram fazer o sultão se render em 1903. Após seu exílio em 1907, nenhum sucessor foi nomeado, mas a resistência continuou por mais algum tempo.

## Economia e cultura
Aceh viu-se como o herdeiro de Semudera Pasai, o primeiro estado islâmico no Sudeste Asiático, e continuou o trabalho missionário islâmico de Malaca após sua conquista pelo reino católico de Portugal. Foi chamado de "pátio de Meca" e tornou-se um centro de estudos islâmicos, onde o Alcorão e outros textos islâmicos foram traduzidos para o malaio. e o indiano Nuruddin ar-Raniri.
A riqueza de Achém veio de suas exportações de pimenta, noz-moscada, cravos, noz de areca, e, uma vez que conquistou Pahang em 1617, estanho. As baixas taxas de juros e o uso do ouro como moeda fortaleceram sua economia. No entanto, sempre foi financeiramente frágil, devido à dificuldade que tinha em fornecer alimentos excedentes para sustentar o exército e as aventuras comerciais do estado. 2 : 35  À medida que Aceh perdeu a coesão política no século XVII, sua importância comercial mudou para as Índias Orientais Holandesas, que se tornaram a potência política e econômica dominante na região após a conquista bem-sucedida de Malaca em 1641 .

## Lista de sultões
- 1496-1528 Ali Mughayat Syah
- 1528-1537 Salahuddin
- 1537-1568 Aladim Alcaar
- 1568-1575 Husain Ali Riayat Syah
- 1575 Muda
- 1575-1576 Sri Alam
- 1576-1577 Zainal Abidin
- 1577-1589 Alauddin Mansur Syah
- 1589-1596 Buyong
- 1596-1604 Alauddin Riayat Syah Sayyid al-Mukammil
- 1604-1607 Ali Riayat Syah
- 1607-1636 Iscandar Muda
- 1636-1641 Iscandar Tani
- 1641-1675 Ratu Safiatuddin Tajul Alam
- 1675-1678 Ratu Naqiatuddin Nurul Alam
- 1678-1688 Ratu Zaqiatuddin Inayat Syah
- 1688-1699 Ratu Kamalat Syah Zinatuddin
- 1699-1702 Badrul Alam Syarif Hashim Jamaluddin
- 1702-1703 Perkasa Alam Syarif Lamtui
- 1703-1726 Jamal ul Alam Badrul Munir
- 1726 Jauhar ul Alam Aminuddin
- 1726-1727 Syamsul Alam
- 1727-1735 Alauddin Ahmad Syah
- 1735-1760 Alauddin Johan Syah
- 1750-1781 Mahmud Syah
- 1764-1785 Badruddin
- 1775-1781 Sulaiman Syah
- 1781-1795 Alauddin Muhammad Daud Syah
- 1795-1815 Alauddin Jauhar ul Alam
- 1815-1818 Syarif Saif ul Alam
- 1818-1824 Alauddin Jauhar ul Alam (segunda vez)
- 1824-1838 Muhammad Syah
- 1838-1857 Sulaiman Syah
- 1857-1870 Mansur Syah
- 1870-1874 Mahmud Syah
- 1874-1903 Muhammad Daud Syah